# Amobil

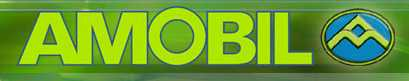
Amobil logo

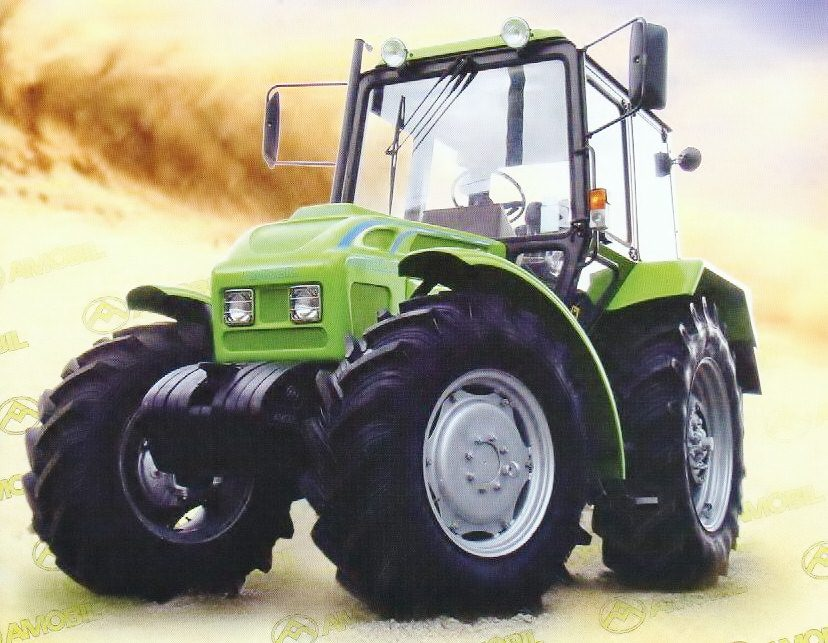
Amobil Traktor

Az Amobil  traktorokat az Amobil Trading Kft gyártotta Magyarország Újfehértó Nyíregyházi út 10. szám alatti gyártelepén 2001-től 2004 októberig.

## Besorolása kialakítás szerint
Az univerzális, gumikerekes, négy kerék meghajtású  gépek elsősorban mezőgazdasági munkavégzésre készültek, de használatosak a közutak kezelésénél, erdészetekben illetve a szállítmányozásban is. Az AT-804-es lassú járműként és mezőgazdasági vontatóként, az ATD 1004 teljesítménye miatt mezőgazdasági vontatóként vizsgáztatható. Sorközművelésre, szállításra és nehezebb munkákra egyaránt alkalmasak. A gumiköpenyek vízzel feltölthetőek a jobb súlyozás és a nagyobb tapadás érdekében.  

### Alaptípusok
A két alaptípus létezik, amelyek elsősorban a motorteljesítményben különböznek egymástól. A turbófeltöltős, 100 LE -s változat nagyobb méretű gumikkal, erősebb kuplungszerkezettel, hajtáslánccal, hidraulikával és nagyobb súlyokkal lett szerelve. Az újfehértói gyáregységben készültek a burkolati elemek, a motorháztető, a sárvédők üvegszál erősítésű műgyantából. A traktor váltóját, fülkéjét a Belorusz MTZ gyár Minszk, míg a motort az angliai Perkins a többi alkatrészt pedig magyar, angol, német beszállítók és az Amobil gyártotta. Az összeszerelés az újfehértói telephelyen valósult meg. A legtöbb Amobil traktor jellegzetes zöld-fekete színű, de készültek megrendelésre narancssárga és kék burkolati elemekkel is.  

#### Amobil AT-804
MOTOR
- Teljesítmény: 60KW/80LE
- Típus:  Perkins 804-42 szivó diesel motor
- Fordulatszám: 2200/perc
- Hűtés: Folyadék
- Fajlagos fogyasztás: 230g/kWh

#### Amobil ATD-1004
MOTOR
- Teljesítmény: 74KW/100LE
- Típus: 1004-40T Perkins teljesítményü turbó-diesel motor .
- Fordulatszám: 2200/perc
- Hűtés: Folyadék
- Fajlagos fogyasztás: 230g/kWh

## Története
A traktorgyártás ötlete 2000 végén vetődött fel. Az addig MTZ traktorok importjával és mezőgazdasági gépkereskedelemmel foglalkozó cég egy alacsony fogyasztású, de megbízható és olcsó üzemeltetésű, strapabíró traktort kezdett fejleszteni Kovács András tulajdonos saját tervei alapján. Az ötlet régóta foglalkoztatta a vállalkozót.  2001-ben sikerül megegyezni az angol Perkins motorgyártó céggel és még ebben az évben  elkészült az első darab Amobil AT-804. A gyártás megkezdéséhez szükséges típus bizonyítványt 2002. január 8-án kapta meg a cég. Ebben az évben elkészült az ATD 1004-es darabja is. Szerszámgépek vásárlásával a  és a termékpaletta bővítéseként az Amobil újabb típusok fejlesztésébe kezdett. Saját gyártású fülke, fokozatmentes sebességváltó és egy új formaterv szerepelt az újdonságok listáján. Új beszállítóként a nagy múltú [John Deere] céggel is megállapodás jött létre egy újabb  típus kifejlesztésére, amihez az amerikai cég európai leányvállalata szállította a motort. A cégvezető hirtelen megbetegedése miatt azonban 2003 második felétől a termelés rohamosan visszaesett és a fejlesztések leálltak. 2004 októberben az összeszerelés, majd novemberben a Amobil Trading Kft is megszűnt.